# Kanton Marmande-2
 Marmande-2 is een kanton van het Franse departement Lot-et-Garonne. Het kanton maakt deel uit van het arrondissement Marmande.

Het telt 17.399  inwoners in 2018.

Het kanton werd gevormd ingevolge het decreet van 26 februari 2014 met uitwerking op 22 maart 2015 met Marmande als hoofdplaats.

## Gemeenten
Het kanton omvat volgende gemeenten:
- Birac-sur-Trec
- Caumont-sur-Garonne
- Fauguerolles
- Fourques-sur-Garonne
- Gontaud-de-Nogaret
- Longueville
- Marmande (deel)
- Saint-Pardoux-du-Breuil
- Samazan
- Taillebourg
- Virazeil